# Browns Valley
Browns Valley és una població dels Estats Units a l'estat de Minnesota. Segons el cens del 2000 tenia 690 habitants.

## Demografia
Segons el cens del 2000, Browns Valley tenia 690 habitants, 285 habitatges, i 171 famílies. La densitat de població era de 337,2 habitants per km².
Dels 285 habitatges en un 26,3% hi vivien nens de menys de 18 anys, en un 45,3% hi vivien parelles casades, en un 9,5% dones solteres, i en un 40% no eren unitats familiars. En el 36,5% dels habitatges hi vivien persones soles el 21,4% de les quals corresponia a persones de 65 anys o més que vivien soles. El nombre mitjà de persones vivint en cada habitatge era de 2,29 i el nombre mitjà de persones que vivien en cada família era de 3,02.
Per edats la població es repartia de la següent manera: un 24,5% tenia menys de 18 anys, un 7,4% entre 18 i 24, un 17,8% entre 25 i 44, un 19,3% de 45 a 60 i un 31% 65 anys o més.
L'edat mediana era de 45 anys. Per cada 100 dones de 18 o més anys hi havia 82,2 homes.
La renda mediana per habitatge era de 26.563 $ i la renda mediana per família de 30.208 $. Els homes tenien una renda mediana de 25.500 $ mentre que les dones 20.139 $. La renda per capita de la població era de 15.062 $. Entorn del 10,3% de les famílies i el 14,4% de la població estaven per davall del llindar de pobresa.

## Poblacions més properes
El següent diagrama mostra les poblacions més properes.